# بلازما (كيدي)
بلازما (بالإنجليزية: Plasma)‏ هي مجموعة من واجهات المستخدم التي تُطوِّرها كيدي للأنظمة الشبيهة بيونكس. بعد تغيير الاسم الذي حصل في عام 2009, استُبدِلت كيدي 4 ببلازما. حالياً يوجد أربع أصناف من بلازما: بلازما سطح المكتب (Plasma Desktop) للحواسيب المكتبية والحواسيب المحمولة, وبلازما الشاشة الكبيرة (Plasma Bigscreen) للتلفاز, وبلازما موبايل (Plasma Mobile) للهواتف المحمولة, وبلازما نانو (Plasma Nano) للأنظمة المدمجة.
تكنولوجيا بلازما هي إعادة كتابة جذرية للعديد من البرامج التي كانت تُضَمَّن مع بيئات سطح مكتب كيدي السابقة. بلازما تستبدل واجهة سطح مكتب ك (KDesktop) وشريط المهام كيكر (Kicker) ومنظم حاجيات سطح المكتب سوبركرمبا (SuperKaramba) التي كانت تستخدم في كيدي 3 بنظام حاجيات موحد يمكن التعديل عليه أو استبداله بتصميمات اخرى.

## الإصدارات

### بلازما 4
بلازما 4 أطلق كجزء من تجميعة برمجيات كيدي 4, واستبدلت كيكر والمكتب ك وسوبركرمبا, التي كانت تُشكِّل في إصدارات كيدي السابقة سطح المكتب. هي البيئة الأساسية للعديد من أنظمة التشغيل الحرة, مثل Chakra وكوبونتو وماجيا (نسخة الأقراص المدمجة) وأوبن سوزي وترو أو إس.
من نسخة كيدي 4.0 إلى 4.2, النمط الرئيسي "أوكسجين" كان يعرف بالألوان المعتمة, تم استبداله بنمط "Air" في كيدي 4.3, والذي تطغى عليه الشفافية ويستخدم اللون الأبيض كاللون الأساسي. الأنماط الأخرى لكيدي يمكن تنزيلها من خلال ديسكفر والمتجر الإلكتروني "store.kde.org".

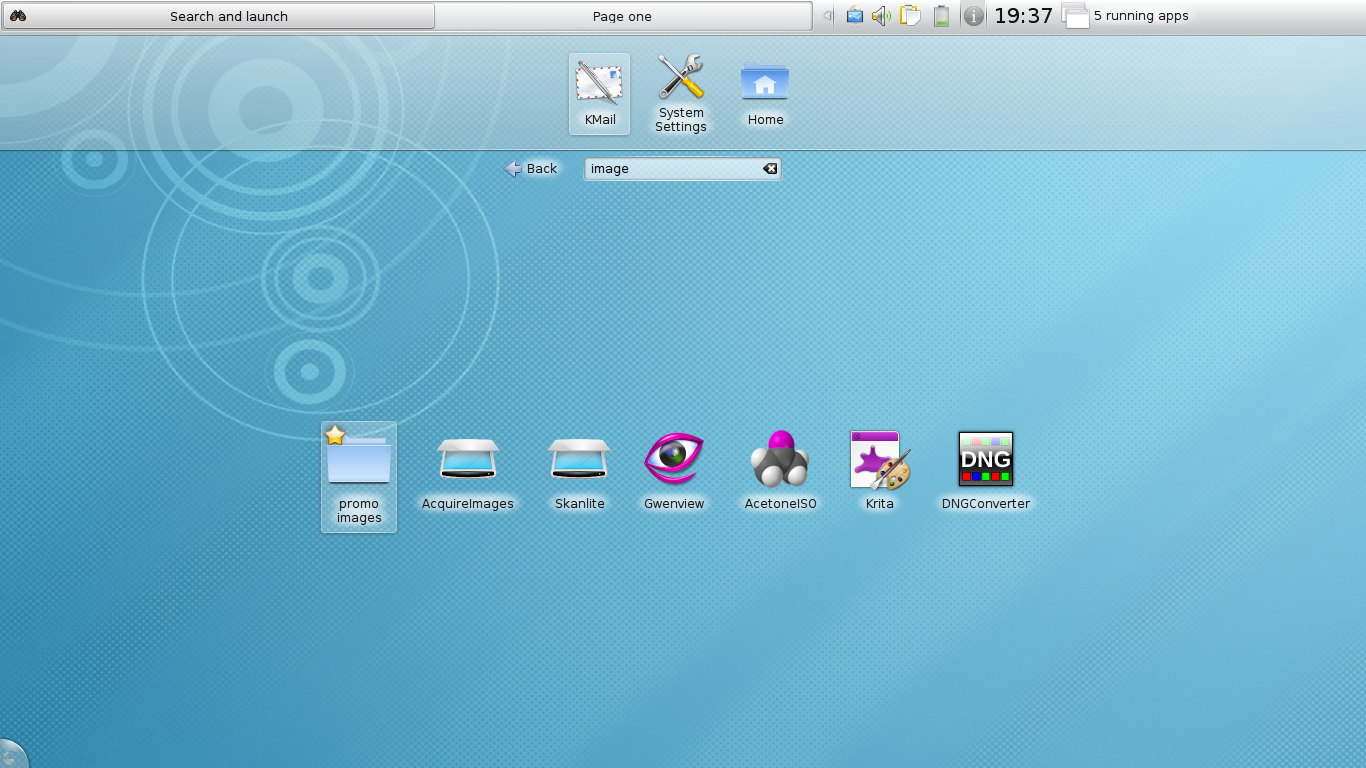
واجهة كدي الهيولية -بلازما-

### تاريخ الإصدارات
| الإصدار              | التاريخ        | معلومات                                                    |
| -------------------- | -------------- | ---------------------------------------------------------- |
|                      | 14 أكتوبر 1996 | الإعلان عن بدأ تطوير كيدي.                                 |
| كيدي 1               | 12 يوليو 1998  |                                                            |
| كيدي 2               | 23 أكتوبر 2000 |                                                            |
| كيدي 3               | 3 أبريل 2002   |                                                            |
| تصريف برمجيات كيدي 4 | 11 يناير 2008  |                                                            |
| كيدي بلازما 5        | 15 يوليو 2014  | تم تقسيم كيدي إلى كيدي بلازما، أطر عمل كيدي، وتطبيقات كيدي |
| كيدي بلازما 6        | 28 فبراير 2024 | إصدار عام                                                  |

## الصناديق المدعومة
هذه قائمة بالأدوات التي تدعمها بلازما افتراضيا، ولكن قد لا تعمل جميعها وذلك باختلاف التوزيعة ونوع جهاز الحاسب وبطاقة العرض فيه.
- البلازمات الافتراضية Plasmoids (سواء كانت مبرمجة بلغة سي++، جافا سكريبت، روبي أو بايثون إلا أنه في بعض التوزيعات يتطلب تثبيت بعض لغات البرمجة لتعمل بعض البلازمات).
- غوغل ديسكتوب.
- بعض أدوات البرنامج السابق سوبركرمبا.
- صناديق نظام ماك أو أس إكس.

## وصلات خارجية
- موقع مشروع بلازما كدي نسخة محفوظة 15 مارس 2009 على موقع واي باك مشين..
- #Plasma: قناة بلازما في خادوم فرينود.

1. ↑  كونه الصنف الاساسي من بلازما, يشار إليه ب"بلازما" فقط عادةً.